# Verhandeling over de viervoudige oefening door middel van de tweevoudige toegang
De "Verhandeling over de viervoudige oefening door middel van de tweevoudige toegang" (Chinees: 二入四行; Japans: Ninyū shigyō ron) is een boeddhistische tekst toegeschreven aan Bodhidharma, de grondlegger van het Chan boeddhisme.

## Geschiedenis
De verhandeling werd voor het eerst gebruikt in de 6e eeuw na Christus door een groep monniken in het Noorden van China. Zij zagen in Bodhidharma hun spirituele voorvader. Hoewel de tekst wordt toegeschreven aan Bodhidharma is een groot deel van de tekst vermoedelijk rond de achtste eeuw aangevuld. De tekst is samen met de biografie van Bodhidharma door T'an Lun en andere pas ontdekte geschriften in 1935 opnieuw vertaald door Suzuki Daisetsu.

## Inhoud
De verhandeling is een verzameling van inzichten van een meester zoals deze door zijn leerlingen is verzameld.
In de verhandeling legt Bodidharma een verband tussen de beoefening van meditatie en concreet gedrag. De mogelijkheden om het pad naar verlichting te betreden zijn onder te verdelen in twee soorten, een gericht op naar binnen gerichte reflectie (Inzicht van Principe) en een gebaseerd op naar buiten gerichte actie (Inzicht van Praktijk). Dit onderscheid werd regelmatig overgenomen door andere schrijvers en is typerend voor het vroege Chan boeddhisme:
1. Inzicht van Principe (理入 lǐrù) door direct contact met de oorspronkelijke realiteit. Vormen van meditatieoefening die hij beschrijft is de studie van geschriften en standvastige muurmeditatie (ning-chu pi-kuan). In Aziatische culturen staat een muur symbool voor nondualiteit (een muur ziet altijd twee kanten tegelijk waardoor deze geen onderscheid maakt). "Standvastige muurmeditatie" heeft dan ook betrekking op het "zitten als een muur", mediteren in een staat van nondualiteit.
2. Inzicht van Praktijk (行入 xíngrù) gaat in op het bereiken van verlichting door verschillende oefeningen die volgens Bodhidharma de kern van de dagelijkse praktijk vormen:
  1. De praktijk van vriendelijkheid (het beteugelen van haat)
  2. Het volgen van Karma
  3. De praktijk van het opheffen van begeerte
  4. De praktijk om te leven naar de Dharma

Bij Bodidharma vervaagt het onderscheid tussen meditatieoefening en dagelijks gedrag.